# Hilary Duff: The Girl Can Rock
Hilary Duff: The Girl Can Rock to drugie muzyczne DVD Hilary Duff wydane 8 sierpnia 2004. Zawiera koncert, teledysk do singla "Come Clean" i jej występ z Ryanem Seacrestem podczas pobierania przez Duff pierwszej lekcji surfingu. Uzupełnienie zawiera film pokazujący Duff nagrywającą "Crash World" i wywiad z Duff, w którym piosenkarka mówi o swoim trzecim albumie zatytułowanym Hilary Duff. Całość trwa 120 minut i zostało nagrane przez Hollywood Records. DVD było nominowane i wygrało nagrodę DVDX dla Najlepszego Ogólnego DVD w Programie Muzycznym (Best Overall DVD in the Music Program). Płyta była również nominowana do VSDA Nominations, ale nie wygrała.